# Katalanskspråkig film
Katalanskspråkig film är en del av den katalanska kulturen. Efter att den spanska regeringen på 1960-talet hävt sin bannlysning av katalansk kultur växte en katalansk filmindustri fram. Denna filmvåg hade fokus på katalansk kultur som byggde på den katalanska folkmusiken Nova Cançó, med avsikt att stärka den katalanska identiteten som en autonom del av Spanien med sitt eget språk och historia.
Som svar på det tidigare spanska förtrycket av katalansk kultur växte Barcelonaskolan fram, även känd som den spanska nya vågen trots det Spanienkritiska innehållet. Den ende av regissörerna inom Barcelonaskolan som fick en större uppmärksamhet var Vicente Aranda.
De katalanska filmerna från slutet av 1970-talet handlade ofta om det spanska inbördeskriget, med en stark förankring i det katalanska.